# Pico do Alberto
Pico do Alberto és un muntanya a la part oriental de l'illa de São Nicolau a Cap Verd. La seva elevació és de 598 m. El cim de la muntanya es troba al sud de la localitat Juncalinho.